# Doris Matsui
Doris Matsui, nata Doris Kazue Okada (Poston, 25 settembre 1944), è una politica statunitense, membro della Camera dei Rappresentanti per lo stato della California.

## Biografia
Alla morte del marito Bob, deputato della California per oltre 26 anni, la Matsui ha preso il suo posto attraverso un'elezione speciale tenutasi l'8 marzo 2005. In questa elezione, Doris Matsui ha ottenuto il seggio con il 68% dei voti.
Riguardo alla sua nascita, c'è un particolare insolito: la Matsui, infatti, è nata nel campo di internamento di Poston, poiché in quel periodo i Giapponesi (anche quelli con la cittadinanza statunitense) vennero rinchiusi nei campi di prigionia, a seguito dei fatti di Pearl Harbor.
Durante la sua carriera politica, la signora Matsui ha lavorato anche per Alexis Herman, occupandosi della comunità asiatica in America. In seguito, dal 1993 al 1998, ha lavorato alla Casa Bianca.
Nel 2007 Nancy Pelosi le ha affidato un incarico come membro del Consiglio dei Reggenti dello Smithsonian Institution.

## Ideologia
La Matsui è una degli esponenti più progressisti del Partito Democratico. Il sito Findthebest, che analizza le dichiarazioni di voto dei membri del Congresso statunitense, le ha assegnato il rating massimo di 10/10 (dove 0 indica un politico molto conservatore e 10 uno molto progressista) in tutti e quattro i principali ambiti di decisione politica più importanti: diritti civili, politica interna, politica economica e sociale, politica estera.